# François de Vendôme, vidame de Chartres
Pour les articles homonymes, voir François de Vendôme (homonymie).

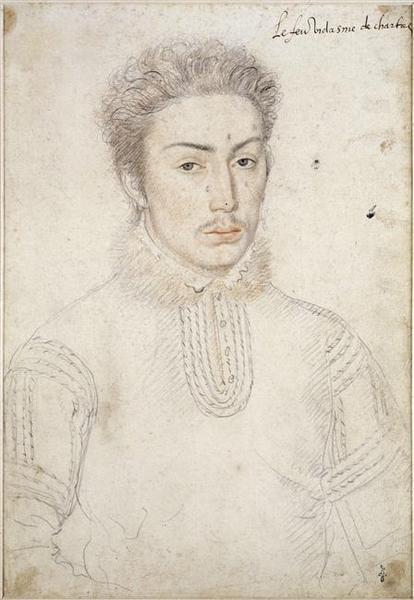
Dessin en couleur, atelier de François Clouet, vers 1550.

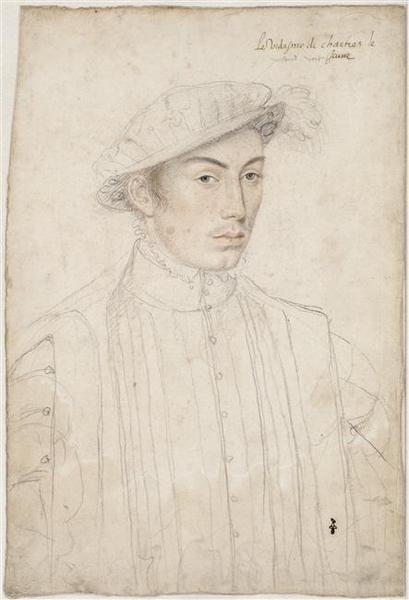
Dessin en couleur, atelier de François Clouet, c. années 1540.

François de Vendôme, vidame de Chartres (1522 - 22 décembre 1560), est un soldat couronné de succès et un courtisan qui figure dans les récits de la cour française des années 1550.
Dans les années 1540 et au début des années 1550, il combat dans les guerres d'Italie, notamment à la bataille de Ceresole en 1544 et au siège de Metz en 1552-53, et s'est révélé un bon chef de guerre.
Le récit des mémoires hauts en couleur de Brantôme (1540-1614) le place au centre d'intrigues avec la reine Catherine de Médicis (1519-1589), Diane de Poitiers (1499-1566) et les frères Guise, François, duc de Guise (1519-1563), Charles, cardinal de Lorraine (1524-1574) et Claude, duc d'Aumale (1526-1573), avec qui il est en désaccord à la fin de sa vie. Bien qu'il ne soit apparemment pas huguenot lui-même, il s'attache au converti protestant Louis, prince de Condé (1530-1569) en tant que partisan anti-Guise acharné. Le vidame est emprisonné à la Bastille après la conspiration d'Amboise de 1560, dans laquelle il ne semble pas avoir été impliqué, et meurt quelques jours après la mort de François II de France, qui aurait probablement obtenu sa libération.
Des versions romancées de lui apparaissent dans plusieurs ouvrages, dont le premier et le plus important est un personnage majeur de La Princesse de Clèves, un roman français anonyme publié en 1678, plus d'un siècle après sa mort.

## Biographie

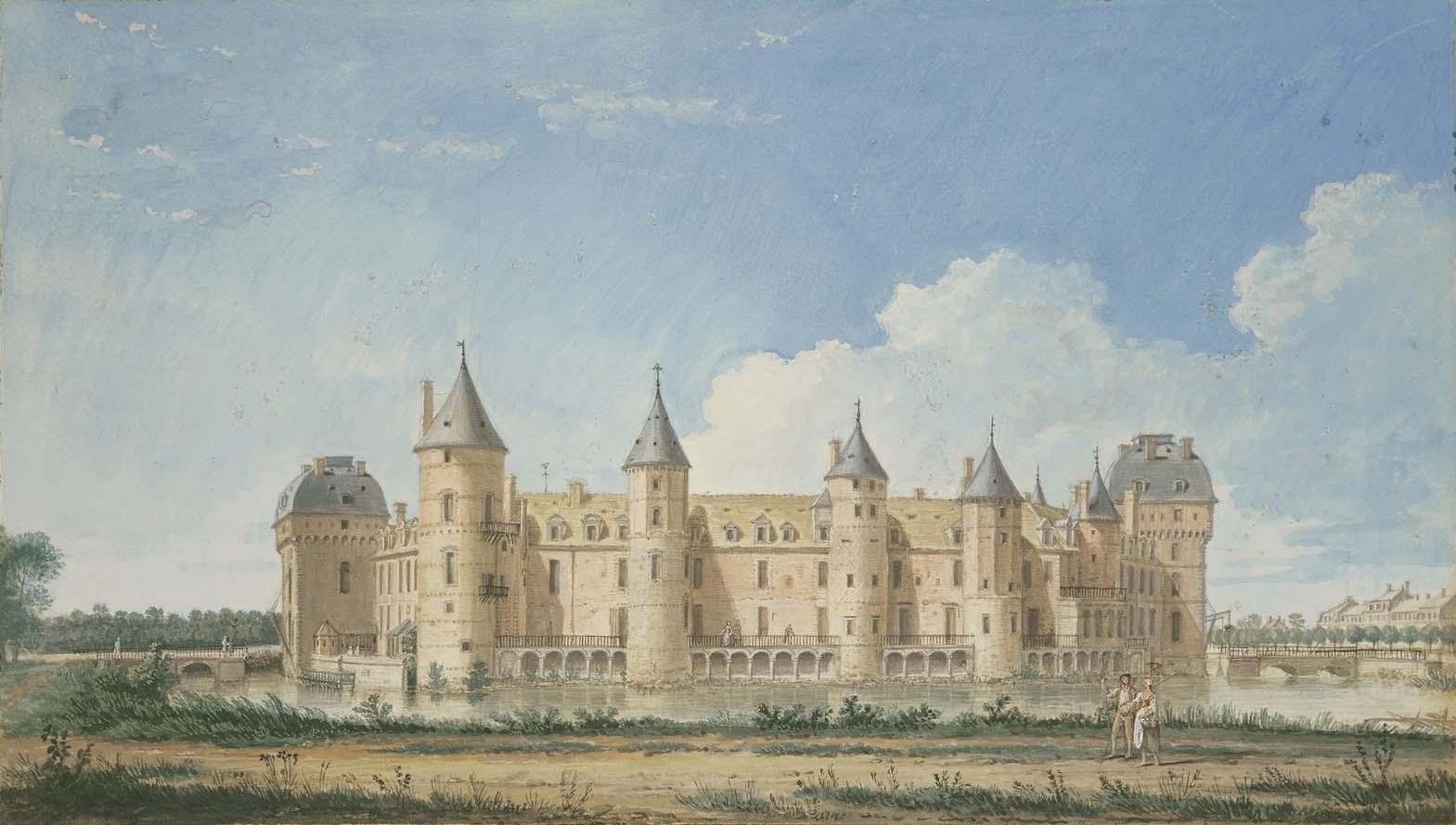
Le château de la Ferté-Vidame avant 1750, construit par les Vendôme.

François de Vendôme est riche et bien introduit, ses propriétés comprenant l'imposant château médiéval de la Ferté-Vidame construit par les Vendôme. Il revendique également le titre de « prince de Chabannais », mais  est généralement connu sous le nom de vidame de Chartres. Il se distingue comme commandant d'infanterie à la bataille de Ceresole dans le Piémont le 11 avril 1544, pendant la guerre d'Italie de 1542-1546, une victoire française sur les Habsbourg, que le commandant François, comte d'Enghien, cousin de François de Vendôme, ne réussit pas à conclure en prenant Milan.
Il tient à maintenir les codes d'honneur de son temps. Selon l'artiste florentin Bartolommeo Bandinelli (1493 - vers 1560), le vidame s'est battu en duel avec un noble florentin, après avoir déclaré que la noblesse florentine avait dégradé son statut en s'intéressant de manière excessive aux arts manuels de la peinture et de la sculpture. Un autre récit, rapporté par Brantôme, raconte qu'un noble espagnol se rend en France pour défier le vidame en duel, ayant entendu dire qu'il était le plus « parfait chevalier » d'Europe. Le duel a lieu en Italie, où le vidame arrive avec une centaine de gentilshommes, tous vêtus des mêmes vêtements magnifiques, dont une chaîne d'or passée trois fois autour du cou.
En 1549, il est envoyé en Angleterre comme l'un des otages donnés par les Français dans le cadre du traité de Boulogne avec Édouard VI d'Angleterre. Un autre otage était le jeune Claude, duc d'Aumale (1526-1573) de la maison de Guise, qui avec ses frères François, duc de Guise (1519-1563) et Charles, cardinal de Lorraine (1524-1574), allait diriger le parti catholique en France au cours des décennies suivantes. Aumale et Vendôme se lient d'amitié et il devient alors partisan des Guises.
Selon le récit de Brantôme, il éblouit la cour d'Angleterre avec un banquet qu'il organise, pendant lequel un voyage en mer est théâtralement représenté, avec une pluie de bonbons tombant du ciel. C'était un effet à la mode dans les cours continentales, inauguré lors du mariage de Cosme Ier de Médicis à Florence en 1539 et mentionné en 1549 pour les festivités lorsque Marie de Hongrie accueille le futur Philippe II d'Espagne aux Pays-Bas au Palais de Binche.
Le 8 septembre 1550, il reçoit un passeport pour se rendre en Écosse. À cette époque, l'Écosse était un pays indépendant gouverné par le régent Arran au nom de Mary Queen of Scots, alors mineure. Marie de Guise, la sœur de ses nouveaux alliés, est la mère de la reine. Arran organise un banquet à son arrivée à Édimbourg. Il voyage avec trente serviteurs, avec Laurence Hussey comme avant-garde pour préparer son hébergement. Il se rend jusqu'à Inverness, où lors d'une partie de chasse avec « les habitants sauvages du pays », il se joint à eux pour manger la chair encore « palpitante » de leur proie.
Son ancien commandant, le comte d'Enghien, est mort en 1546 et, lors de son action majeure suivante, le siège de Metz par Charles Quint, empereur du Saint Empire romain germanique en 1552-1553, il est sous les ordres de François, duc de Guise, qui deviendra plus tard un ennemi implacable de Vendôme. Vendôme se distingue à nouveau et, en 1557, il remplace un cousin mort comme commandant ou "colonel général" des bandes piémontaises, ou infanterie française du Piémont, une force qui en 1545 avait mené le massacre de Mérindol.
L'année suivante, il est nommé gouverneur de Calais, que les Français ont finalement récupéré après des siècles de domination anglaise. Après un moment, il démissionne de ses fonctions et se retire de la cour. Selon Brantôme il a refusé un mariage avec Louise, la fille de Louis de Brézé et de Diane de Poitiers, à cause de la réputation de bâtardise de la famille, alors prise très au sérieux ; Louis de Brézé était le petit-fils du roi Charles VII de France par sa fille naturelle avec sa maîtresse Agnès Sorel. De plus Diane de Poitiers, devenu veuve, est la maîtresse d'Henri II de France. Ce faisant, il exaspère Diane de Poitiers et s'aliène ses alliés, les Guise. Il agace également la reine en rejetant une épouse qu'elle avait choisie pour lui parmi ses dames. Il se fait un autre ennemi puissant du maréchal Brissac (1505/06-1563), Brissac étant alors opposé aux Guises. Lorsque Diane de Poitiers les réconcilie, le vidame ne fait pas partie de la nouvelle alliance.
Henri II meurt à l'âge de 40 ans en 1559, remplacé par son fils, François II de France, âgé de 15 ans, déjà marié à Marie, reine d'Écosse. Ses beaux-oncles, les frères Guise, ont un pouvoir énorme, dominant la mère du roi, la reine Catherine de Médicis. François de Vendôme avait auparavant été autorisé à avoir une sorte de relation amoureuse courtoise avec la reine, qui ne constituait probablement pas une relation sexuelle réelle, mais il était maintenant rejeté, car Catherine faisait alliance avec les Guises. Le vidame s'est désormais aliéné des figures dominantes de la cour et s'allie à Louis Ier de Bourbon-Condé, chef de l'opposition aux Guise, principalement issue des huguenots.
Il aurait imprudemment signé une lettre se mettant au service de Condé pour tout ce qui ne nuisait pas au roi et à sa famille. Celle-ci tombe entre les mains des Guise et il est arrêté, comme Condé, après la conspiration avortée huguenote d'Amboise de mars 1560, à laquelle il ne semble pas avoir pris part. François de Vendôme est jeté à la Bastille et durement traité, de sorte que sa santé décline. Il semble que tout change le 15 décembre, lorsque le roi meurt et est remplacé par son frère, Charles IX de France, âgé de 11 ans. Les Guise ont perdu la majeure partie de leur pouvoir et cette fois la mère du roi est devenue régente, libérant Condé et d'autres de ses partisans. Mais celle-ci arrive trop tard pour le vidame, mort peu après. Le fait que ce soit avant ou juste après sa libération a fait l'objet de discussions, tant les témoignages sont contradictoires.
Lorsque Vendôme meurt sans descendance, le titre passe à Jean de Ferrières (1520-1586), un homme politique huguenot de premier plan et commandant militaire dans les guerres de religion françaises, qui est contraint de passer des périodes d'exil en Angleterre.

## Représentations littéraires ultérieures

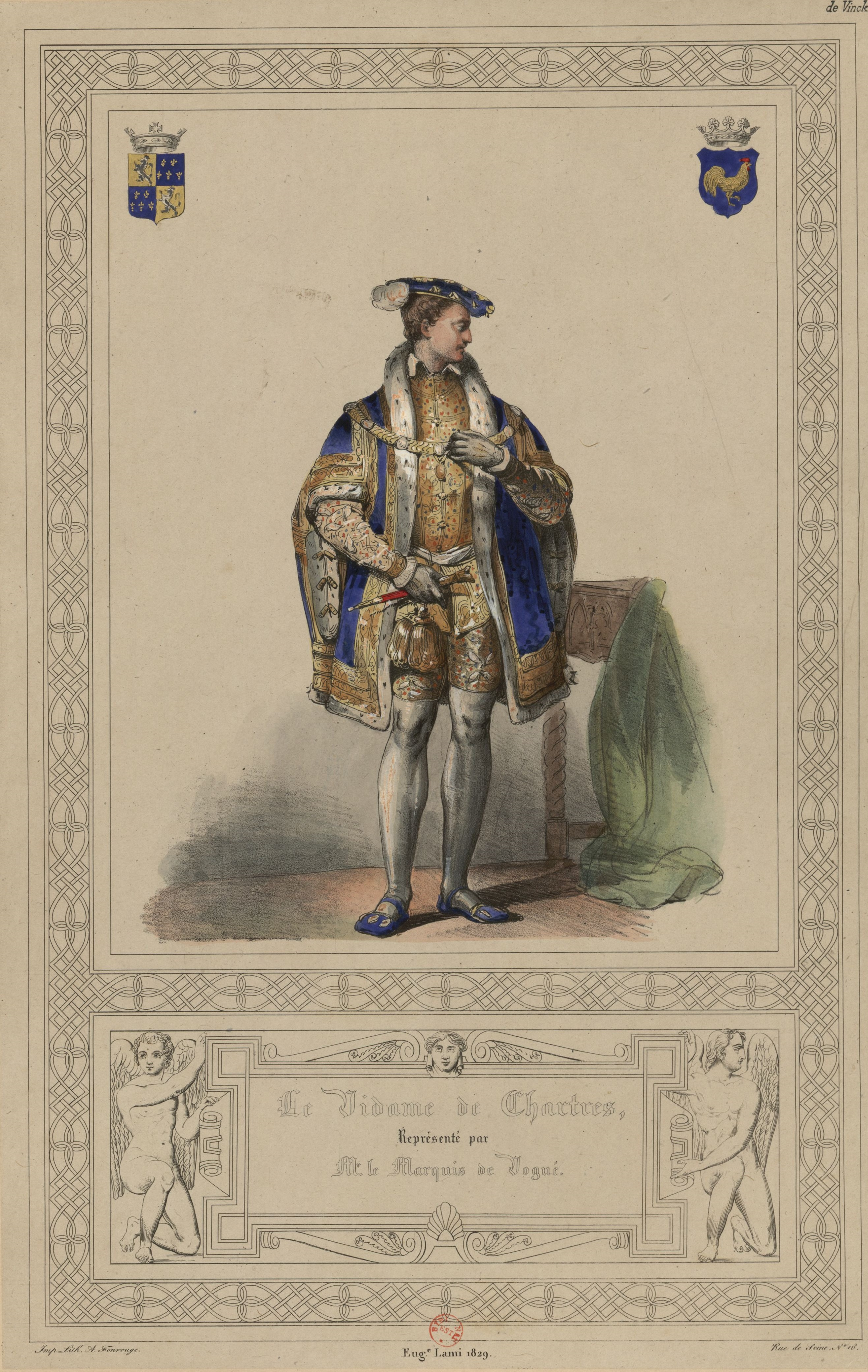
Le Vidame de Chartres représenté par M. le Marquis de Vogué lors d'un bal costumé sur le thème de Marie, Reine d'Ecosse en 1829.

François de Vendôme, toujours appelé le vidame de Chartres, est un personnage majeur de La Princesse de Clèves, un roman français anonyme publié en mars 1678, plus d'un siècle après sa mort, qui mêle personnages historiques romancés et personnages purement fictifs. Il est présenté fréquemment comme le début de la tradition moderne du roman psychologique et comme un grand classique de la littérature française. Son auteur est généralement considéré comme étant Madame de La Fayette. L'action se déroule entre octobre 1558 et novembre 1559 à la cour d'Henri II de France et la description du vidame concorde largement avec celle de Brantôme. Le vidame, dépeint comme une figure fringante de la cour, est l'oncle de l'héroïne de fiction, Mademoiselle de Chartres, qui devient « princesse de Clèves » à son mariage.
L'une des nombreuses histoires qui interrompent l'intrigue principale est celle du vidame, dont une lettre tombe de ses vêtements alors qu'il joue au jeu de paume. Un passant pense qu'elle a été perdue par son adversaire, le duc de Nemours, et le lui donne. La lettre révélerait que, contrairement aux assurances données à la reine Catherine, le vidame poursuit des relations avec au moins une autre maîtresse. Finalement l'héroïne et Nemours s'associent pour écrire une seconde lettre, à transmettre à la reine. Mais cela ne la convainc pas et elle se retourne contre le Vidame.
Le vidame a ensuite été décrit, en termes similaires, dans Catherine de Médicis par Honoré de Balzac, comme « le premier et l'unique amour » de la reine veuve.